# Летни олимпийски игри 1980
Летните олимпийски игри през 1980 г. се провеждат в Москва, СССР от 19 юли до 3 август 1980 г.
Поради нахлуването на съветските войски в Афганистан в края на 1979 г. някои западни страни обявяват бойкот на олимпиадата в Москва.
Символ на игрите е руското мече Миша.

## Медали
| Витрина |                |       |        |       |      |
| Място   | Държава        | Злато | Сребро | Бронз | Общо |
| 1       | СССР           | 80    | 69     | 46    | 195  |
| 2       | ГДР            | 47    | 37     | 42    | 126  |
| 3       | България       | 8     | 16     | 17    | 41   |
| 4       | Куба           | 8     | 7      | 5     | 20   |
| 5       | Италия         | 8     | 3      | 4     | 15   |
| 6       | Унгария        | 7     | 10     | 15    | 32   |
| 7       | Румъния        | 6     | 6      | 13    | 25   |
| 8       | Франция        | 6     | 5      | 3     | 14   |
| 9       | Великобритания | 5     | 7      | 9     | 21   |
| 10      | Полша          | 3     | 14     | 15    | 32   |

## Българско представяне
|          | Gold | Silver | Bronze | Общо |
| -------- | ---- | ------ | ------ | ---- |
| България | 8    | 16     | 17     | 41   |

На олимпийските игри в Москва България записва най-доброто си представяне на олимпиада и един от най-големите спортни успехи в историята си. Страната печели общо 41 медала (8 златни, 16 сребърни, 17 бронзови) и завършва на 3 място по медали.
Шампиони са: гимнастикът Стоян Делчев, кануистът Любомир Любенов, боксьорът Петър Лесов, щангистите Янко Русев и Асен Златев, борците Валентин Райчев, Исмаил Абилов и Георги Райков.
Вицешампиони са: борците Александър Томов, Михо Дуков, Иван Янков и Славчо Червенков, щангистите Стефан Димитров, Благой Благоев, Румен Александров и Валентин Христов, атлетката Мария Вергова-Петкова, джудистът Димитър Запрянов, Любомир Любенов и Ваня Гешева (кану-каяк), конниците Георги Гаджев, Петър Мандаджиев, Светослав Иванов, гребкините Искра Велинова, Рита Тодорова, Марийка Модева, Гинка Гюрова, Надя Филипова (4 с/к), баскетбол (Жени) и волейбол (мъже).
С бронзови медали са: Стоян Делчев, лекоатлетът Петър Петров, Ивайло Маринов (бокс), Младен Младенов, Павел Павлов и Нермедин Селимов (борба), Любчо Дяков и Петър Запрянов (стрелба), щангистите Минчо Пашов и Неделчо Колев, Илиян Недков (джудо), екипажите Сийка Келбечева и Стоянка Груйчева, Мариана Сербезова, Анка Бакова, Румеляна Бончева, Долорес Накова и Анка Евтимова, Минчо Николов, Любомир Петров, Иво Русев и Богдан Добрев (гребане), екипажите Борислав Ананиев и Николай Илков, Борислав Борисов, Лазар Христов, Божидар Миленков и Иван Манев (кану-каяк), волейбол (жени).

## Олимпийски спортове
| - Лека атлетика - Баскетбол - Бокс - Кану-каяк - Колоездене - Стрелба с лък - Скокове във вода - Конен спорт - Волейбол (детайли) - Фехтовка - Футболжени - Гимнастика |  | - Джудо - Хокей - Модерен петобой - Академично гребане - Ветроходство - Стрелба - Плуване - Водна топка - Вдигане на тежести - Борба - Хандбал |